# The Fable of the Busy Business Boy and the Droppers-In
The Fable of the Busy Business Boy and the Droppers-In er en amerikansk stumfilm fra 1914 af George Ade.

## Medvirkende
- Wallace Beery.
- Robert Bolder.
- Mildred Considine.
- Leo White.
- Ben Turpin.